# 小川登喜男
小川 登喜男（おがわ ときお、1908年 - 1949年）は、日本の登山家。東京都出身。
東京高等学校 (旧制)、東北帝国大学、東京帝国大学で、山岳部に属し、スキー登山により、蔵王、八幡平で活躍し、東大では、谷川岳一之倉沢、穂高岳屏風岩、剣岳雪稜などを初登攀した。
肺結核で若死にし、長く、その登山の偉業が知られることがなかったが、東北帝国大学時代に残した日記の精査により、近年、伝記が上梓され、昭和の天才登山家と評されるまでになっている。